# Wake Up World Tour
Wake Up World Tour es la segunda gira mundial de la banda británica The Vamps, y la primera en recorrer Sudamérica.
Comenzó el 14 de octubre de 2015 en Madrid, España y finalizó el 2 de marzo de 2017 en Nueva York, Estados Unidos

## Anuncio
El 15 de septiembre se confirmó la gira mundial, junto con el anuncio del nuevo álbum.

## Grabaciones
El show en Tokio el 3 de febrero fue grabado y transmitido exclusivamente en un especial de MTV Japón en julio de 2017.
Los shows en Londres el 1 y 2 de abril fueron grabados para el DVD que fue lanzado junto al nuevo álbum "Night and Day" el 14 de julio de 2017.

## Teloneros
- The Tide (Todas las Fechas)

1. What You Give
2. Click My Fingers
3. Reason To Stay
4. Tear In My Heart (Cover)
5. Young Love
6. Last Day of Summer

- Hometown (Inglaterra, Irlanda y Escocia)
- Conor Maynard (Inglaterra y Escocia)
- Tyde Levi (Australia)
- Little Sea (Australia)
- At Sunset (Australia)
- Before You Exit (Filipinas)
- William Singe (Filipinas)
- Jayda Avanzado (Filipinas)
- New Hope Club (Inglaterra)

## Set List
| 14 de octubre de 2015 - 9 de noviembre de 2015 |
| --- |
| 1. Rest Your Love 2. I Found a Girl 3. Somebody to You / Last Night / Oh Cecilia (Breaking My Heart) 4. Cheater 5. Be with You 6. Million Words 7. Can We Dance Encore 1. Wake Up |

| 16 de diciembre de 2015 |
| --- |
| 1. Rest Your Love 2. Somebody to You 3. Cheater 4. Last Night 5. Shout About It 6. Be with You 7. Sorry (cover de Justin Bieber) 8. I Found a Girl 9. Wild Heart 10. Can We Dance 11. Wake Up |

| 23 de enero de 2016 - 11 de febrero de 2016 |
| --- |
| 1. Rest Your Love 2. Cheater 3. Somebody to You 4. Uptown Funk / Seven Nation Army / Shake It Off / We Can’t Stop 5. Tristan Drum Solo 6. Last Night 7. I Found a Girl 8. Wild Heart 9. Million Words 10. Volcano 11. Can We Dance Encore 1. Risk It All 2. Oh Cecilia (Breaking My Heart) 3. Wake Up - “Million Words” no fue interpretada en Sídney y Dubái - “Risk It All” fue interpretada solo en Manila |

| 25 de marzo – 23 de abril |
| --- |
| 1. Rest Your Love 2. Cheater 3. Somebody to You 4. Kung Fu Fighting / Sorry / Streesed Out / Perfect / Can’t Feel My Face / Stitches / Lean On 5. Wild Heart 6. Windmills 7. Written Off / Risk It All (duo James y Connor) 8. Stay (solo Brad) 9. I Found a Girl 10. Volcano 11. Oh Cecilia (Breaking My Heart) 12. Tristan Drum Solo 13. Last Night 14. Can We Dance Encore 1. Stolen Moments 2. Wake Up Encore 2 1. All Night Notas - Durante en show en Santiago hubo un corte de luz durante “Volcano”, mientras solucionaban el problema Brad cantó “Million Words” y “Shout About It” con los fans. - A partir del show en Buenos Aires, “Stay” fue reemplazada por “Shout About It”. - Después del show en Ámsterdam, “Windmills” fue sacada del setlist. - En los shows en Lima, Santiago, Buenos Aires, Montevideo, Barcelona y Madrid, “Wake Up” fue interpretada en su versión en español. - A partir del show en Barcelona, “All Night” fue añadida al setlist. - En Mumbai, “Written Off”, “Risk It All”, “Shout About It”, “I Found a Girl”, “Volcano”, “Tristan Drum Solo” y “Stolen Moments” no fueron interpretadas. - En Gibraltar, “Written Off”, “Risk It All”, “Shout About It”, “Volcano” y “Stolen Moments” no fueron interpretadas. |

| 2 de marzo de 2017 |
| --- |
| 1. Rest Your Love 2. Cheater 3. Can We Dance 4. Last Night 5. Wild Heart 6. Oh Cecilia (Breaking My Heart) 7. Stolen Moments 8. Somebody to You 9. Wake Up Encore 1. All Night |

| Invitados especiales |
| --- |
| - 25 de marzo de 2016 - Birmingham: “I Found a Girl” con Conor Maynard; “Oh Cecilia (Breaking My Heart)” con New Hope Club - 26 de marzo de 2016 - Birmingham: “I Found a Girl” con Conor Maynard; “Oh Cecilia (Breaking My Heart)” con New Hope Club - 28 de marzo de 2016 - Dublin: “I Found a Girl” con Austin Corini de The Tide; “Oh Cecilia (Breaking My Heart)” con New Hope Club - 30 de marzo de 2016 - Belfast: “I Found a Girl” con Conor Maynard; “Oh Cecilia (Breaking My Heart)” con New Hope Club - 1 de abril de 2016 - London: “I Found a Girl” con Conor Maynard; “Oh Cecilia (Breaking My Heart)” con New Hope Club - 2 de abril de 2016 - London: “I Found a Girl” con Conor Maynard; “Oh Cecilia (Breaking My Heart)” con New Hope Club - 5 de abril de 2016 - Nottingham: “I Found a Girl” con Conor Maynard; “Oh Cecilia (Breaking My Heart)” con New Hope Club - 6 de abril de 2016 - Newcastle: “I Found a Girl” con Conor Maynard; “Oh Cecilia (Breaking My Heart)” con New Hope Club - 8 de abril de 2016 - Glasgow: “I Found a Girl” con Conor Maynard; “Oh Cecilia (Breaking My Heart)” con New Hope Club - 9 de abril de 2016 - Glasgow: “I Found a Girl” con Conor Maynard; “Oh Cecilia (Breaking My Heart)” con New Hope Club - 12 de abril de 2016 - Liverpool: “I Found a Girl” con Conor Maynard; “Oh Cecilia (Breaking My Heart)” con New Hope Club - 15 de abril de 2016 - Sheffield: “I Found a Girl” con Conor Maynard; “Oh Cecilia (Breaking My Heart)” con New Hope Club - 16 de abril de 2016 - Manchester: “I Found a Girl” con Conor Maynard; “Oh Cecilia (Breaking My Heart)” con New Hope Club - 20 de abril de 2016 - Brussels: “Oh Cecilia (Breaking My Heart)” con Austin Corini de The Tide - 22 de abril de 2016 - Paris: “Oh Cecilia (Breaking My Heart)” con New Hope Club - 23 de abril de 2016 - Ámsterdam: “Oh Cecilia (Breaking My Heart)” con New Hope Club - 2 de julio de 2016 - King’s Lynn: “Oh Cecilia (Breaking My Heart)” con New Hope Club - 12 de agosto de 2016 - Mumbai: “Beliya” con Vishal & Shekhar - 2 de marzo de 2017 - New York City: “Somebody to You” con Sabrina Carpenter. |

## Fechas
| Fecha                    | Ciudad                 | País                   | Lugar                           | Actos de Apertura                       |
| Europa (Fan-Fest Tour)   | Europa (Fan-Fest Tour) | Europa (Fan-Fest Tour) | Europa (Fan-Fest Tour)          | Europa (Fan-Fest Tour)                  |
| ------------------------ | ---------------------- | ---------------------- | ------------------------------- | --------------------------------------- |
| 14 de octubre de 2015    | Madrid                 | España                 | Sala San Miguel                 | -                                       |
| 16 de octubre de 2015    | Barcelona              | España                 | Razzmatazz                      | -                                       |
| 18 de octubre de 2015    | Marsella               | Francia                | Le Moulin                       | -                                       |
| 19 de octubre de 2015    | Milán                  | Italia                 | Fabrique                        | -                                       |
| 21 de octubre de 2015    | Lyon                   | Francia                | Le Radiant                      | -                                       |
| 22 de octubre de 2015    | Paris                  | Francia                | Le Trianon                      | -                                       |
| 23 de octubre de 2015    | Ámsterdam              | Países Bajos           | Paradiso                        | -                                       |
| 25 de octubre de 2015    | Glasgow                | Escocia                | O2 Academy Glasgow              | -                                       |
| 26 de octubre de 2015    | Mánchester             | Inglaterra             | Manchester Academy              | -                                       |
| 28 de octubre de 2015    | Birmingham             | Inglaterra             | O2 Academy Birmingham           | -                                       |
| 29 de octubre de 2015    | Londres                | Inglaterra             | Indigo at the O2                | -                                       |
| 4 de noviembre de 2015   | Lille                  | Francia                | L'Aeronef                       | -                                       |
| 5 de noviembre de 2015   | Bruselas               | Bélgica                | Le Madeleine                    | -                                       |
| 9 de noviembre de 2015   | Berlín                 | Alemania               | Astra                           | -                                       |
| 6 de diciembre de 2015   | Londres                | Inglaterra             | The O2 Arena                    | Festival                                |
| Norteamérica             |                        |                        |                                 |                                         |
| 16 de diciembre de 2015  | Nueva York             | Estados Unidos         | The Marlin Room at Webster Hall | -                                       |
| Oceania                  |                        |                        |                                 |                                         |
| 23 de enero de 2016      | Sídney                 | Australia              | All Phones Arena                | The Tide Little Sea At Sunset Tyde Levi |
| Asia                     |                        |                        |                                 |                                         |
| 26 de enero de 2016      | Singapur               | Singapur               | Hard Rock Coliseum              | The Tide                                |
| 28 de enero de 2016      | Hong Kong              | Hong Kong              | AsiaWorld-Arena                 | The Tide                                |
| 30 de enero de 2016      | Manila                 | Filipinas              | Mall of Asia Arena              | Festival                                |
| 3 de febrero de 2016     | Tokio                  | Japón                  | Tokyo International Forum       | The Tide                                |
| 11 de febrero de 2016    | Dubái                  | Emiratos Árabes Unidos | Dubai Media City Amphitheatre   | Festival                                |
| Europa                   |                        |                        |                                 |                                         |
| 25 de marzo de 2016      | Birmingham             | Inglaterra             | Genting Arena                   | The Tide Conor Maynard Hometown         |
| 26 de marzo de 2016      | Birmingham             | Inglaterra             | Genting Arena                   | The Tide Conor Maynard Hometown         |
| 28 de marzo de 2016      | Dublin                 | Irlanda                | 3Arena                          | The Tide Hometown                       |
| 30 de marzo de 2016      | Belfast                | Irlanda                | The SSE Arena                   | The Tide Conor Maynard Hometown         |
| 1 de abril de 2016       | Londres                | Inglaterra             | The O2 Arena                    | The Tide Conor Maynard Hometown         |
| 2 de abril de 2016       | Londres                | Inglaterra             | The O2 Arena                    | The Tide Conor Maynard Hometown         |
| 5 de abril de 2016       | Nottingham             | Inglaterra             | Motorpoint Arena                | The Tide Conor Maynard Hometown         |
| 6 de abril de 2016       | Newcastle              | Inglaterra             | Metro Radio Arena               | The Tide Conor Maynard Hometown         |
| 8 de abril de 2016       | Glasgow                | Inglaterra             | The SSE Hydro                   | The Tide Conor Maynard Hometown         |
| 9 de abril de 2016       | Glasgow                | Inglaterra             | The SSE Hydro                   | The Tide Conor Maynard Hometown         |
| 12 de abril de 2016      | Liverpool              | Inglaterra             | Echo Arena                      | The Tide Conor Maynard Hometown         |
| 15 de abril de 2016      | Sheffield              | Inglaterra             | Sheffield Arena                 | The Tide Conor Maynard Hometown         |
| 16 de abril de 2016      | Mánchester             | Inglaterra             | Manchester Arena                | The Tide Conor Maynard Hometown         |
| 20 de abril de 2016      | Brussels               | Bélgica                | Ancienne Belgique               | The Tide                                |
| 22 de abril de 2016      | Paris                  | Francia                | Zenith Paris                    | The Tide                                |
| 23 de abril de 2016      | Ámsterdam              | Países Bajos           | Heineken Music Hall             | The Tide                                |
| Sudamérica               |                        |                        |                                 |                                         |
| 10 de mayo de 2016       | Lima                   | Perú                   | Discoteca Voce                  | The Tide                                |
| 12 de mayo de 2016       | Santiago               | Chile                  | Teatro Caupolicán               | The Tide                                |
| 14 de mayo de 2016       | Buenos Aires           | Argentina              | Luna Park                       | The Tide                                |
| 17 de mayo de 2016       | Montevideo             | Uruguay                | Montevideo Music Box            | The Tide                                |
| 21 de mayo de 2016       | Sao Paulo              | Brasil                 | Tom Brasil                      | The Tide                                |
| Europa                   |                        |                        |                                 |                                         |
| 2 de junio de 2016       | Estocolmo              | Suecia                 | Fryshuset                       | -                                       |
| 11 de junio de 2016      | Londres                | Inglaterra             | Wembley Stadium                 | Festival                                |
| 2 de julio de 2016       | King's Lynn            | Inglaterra             | Tuesday Market Place            | -                                       |
| Asia                     |                        |                        |                                 |                                         |
| 25 de agosto de 2016     | Mumbai                 | India                  | Hard Rock Cafe                  | -                                       |
| Europa                   |                        |                        |                                 |                                         |
| 3 de septiembre de 2016  | Gibraltar              | Gibraltar              | Victoria Stadium                | Festival                                |
| 4 de septiembre de 2016  | Liverpool              | Inglaterra             | Otterspool Park                 | Festival                                |
| 30 de septiembre de 2016 | Cracovia               | Polonia                | Circus Tent Piastowska          | -                                       |
| 2 de noviembre de 2016   | Barcelona              | España                 | Sala Barts                      | New Hope Club                           |
| 4 de noviembre de 2016   | Madrid                 | España                 | La Sala                         | New Hope Club                           |
| 5 de noviembre de 2016   | Milan                  | Italia                 | Fabrique                        | New Hope Club                           |
| Asia                     |                        |                        |                                 |                                         |
| 17 de noviembre de 2016  | Mumbai                 | India                  | MMRDA Grounds                   | Festival                                |
| Europa                   |                        |                        |                                 |                                         |
| 3 de diciembre de 2016   | Londres                | Inglaterra             | The O2 Arena                    | Festival                                |
| 9 de diciembre de 2016   | Mánchester             | Inglaterra             | Manchester Arena                | Festival                                |
| 17 de diciembre de 2016  | Liverpool              | Inglaterra             | Echo Arena                      | Festival                                |
| Norteamérica             |                        |                        |                                 |                                         |
| 2 de marzo de 2017       | Nueva York             | Estados Unidos         | Gramercy Theatre                | -                                       |